# Thanatus hongkong
Thanatus hongkong är en spindelart som beskrevs av Song, Zhu och Wu 1997. Thanatus hongkong ingår i släktet Thanatus och familjen snabblöparspindlar. Inga underarter finns listade i Catalogue of Life.